# Ісландія на зимових Олімпійських іграх 1956
Ісландія на зимових Олімпійських іграх 1956 року, які проходили в італійському місті Кортіна-д'Ампеццо, була представлена сьома спортсменами у двох видах спорту. Вперше у складі команди була жінка, Якобіна Якобсдоттір. Прапороносцем на церемоніях відкриття та закриття Олімпійських ігор був Валдімар Ерноулфссон.
Жодних медалей країна на цій Олімпіаді не завоювала.

## Гірськолижний спорт
Чоловіки
| Спортсмен            | Дисципліна         | Дистанція 1 | Дистанція 1 | Дистанція 2 | Дистанція 2 | Разом  | Разом |
| Спортсмен            | Дисципліна         | Час         | Місце       | Час         | Місце       | Час    | Місце |
| -------------------- | ------------------ | ----------- | ----------- | ----------- | ----------- | ------ | ----- |
| Ейстейн Тоурдарсон   | гігантський слалом |             |             |             |             | 3:49.4 | 56    |
| Ейнар Крістьянссон   | гігантський слалом |             |             |             |             | 3:53.4 | 60    |
| Стефаун Крістьянссон | гігантський слалом |             |             |             |             | 3:59.1 | 62    |
| Стейнтоур Якобссон   | гігантський слалом |             |             |             |             | DSQ    | –     |
| Ейстейн Тоурдарсон   | слалом             | 1:44.7      | 30          | 2:15.6      | 29          | 4:00.3 | 26    |
| Ейнар Крістьянссон   | слалом             | 1:50.0      | 36          | 2:28.6      | 40          | 4:18.6 | 37    |
| Стефаун Крістьянссон | слалом             | DSQ         | –           | –           | –           | DSQ    | –     |

Жінки
| Спортсмен           | Дисципліна         | Дистанція 1 | Дистанція 1 | Дистанція 2 | Дистанція 2 | Разом  | Разом |
| Спортсмен           | Дисципліна         | Час         | Місце       | Час         | Місце       | Час    | Місце |
| ------------------- | ------------------ | ----------- | ----------- | ----------- | ----------- | ------ | ----- |
| Якобіна Якобсдоттір | швидкісний спуск   |             |             |             |             | 1:57.2 | 31    |
| Якобіна Якобсдоттір | гігантський слалом |             |             |             |             | 2:39.4 | 41    |
| Якобіна Якобсдоттір | слалом             | 1:06.4      | 23          | DSQ         | –           | DSQ    | –     |

## Лижні гонки

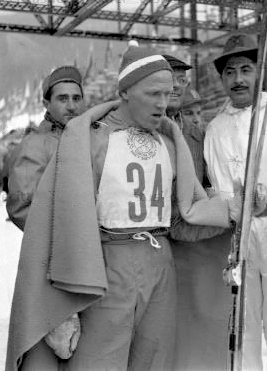
Оддюр Петюрссон після перегонів.

Чоловіки
| Дисципліна | Спортсмен         | Дистанція | Дистанція |
| Дисципліна | Спортсмен         | Час       | Місце     |
| ---------- | ----------------- | --------- | --------- |
| 15 км      | Йоун Крістьянссон | 58:23     | 55        |
| 15 км      | Оддюр Петюрссон   | 1'02:36   | 61        |
| 30 км      | Йоун Крістьянссон | 2'00:52   | 39        |
| 30 км      | Оддюр Петюрссон   | 2'10:16   | 48        |